# Нови Двур Прудницки
Но̀ви Двур Пруднѝцки (на полски: Nowy Dwór Prudnicki) е село в Южна Полша, Ополско войводство, Крапковишки окръг, община Крапковице. Според Полската статистическа служба към 31 декември 2009 г. селото има 140 жители.

## География

### Местоположение
Селото се намира в географския макрорегион Силезка равнина, който е част от Централноевропейската равнина. Разположено е край републикански път , на 11 км югозападно от общинския център град Крапковице.

## Инфраструктура
Селото е електрифицирано, има телефон и канализация. В селото функцинира футболен отбор. В 2002 г. от общо 29 обитавани жилища – снабдени с топла вода (27 жилища), с газ (15 жилища), самостоятелен санитарен възел (27 жилища); 2 жилища от 80 – 99 m², 7 жилища от 100 – 119 m², 20 жилища над 119 m².

## Спорт
- Футболен отбор ЛЗС Нови Двур Прудницки